# Грофовија Барселона
Грофовија Барселона је била држава која је постојала у периоду од 801. до 1162. године. 

## Историја
Каролиншки цар Карло Велики покренуо је 795. године поход на Иберијско полуострво. Године 801. освојио је Барселону која се од 717. године налазила у рукама Арабљана. До 812. године Карло је освојио североисточну трећину полуострва, до реке Ебро. Барселона је првобитно била само управна јединица Франачке државе. Грофови Барселоне били су вазали франачког краља. Након изумирања династије Каролинг и доласка Капета на власт, гроф Борељ II изборио се за независност (988). Барселона је била најутицајнија од Каталонских грофовија и настојала је да се избори за уједињење. Барселона учествује у Реконкисти. Борелов потомак и наследник, Рамон Беренгер IV, оженио се за Петронилу од Арагона. Њихов син, Алфонсо II наследио је 1164. године и Арагон и Барселону. Две државе остаће уједињене током читавог средњег века. 